# Флиттнер, Наталья Давидовна
Ната́лья Дави́довна Фли́ттнер (также Наталия Давыдовна Флитнер; 1879, Санкт-Петербург — 16 июля 1957, Ленинград) — русский и советский историк-востоковед, искусствовед, доктор исторических наук, профессор (1940).

## Биография

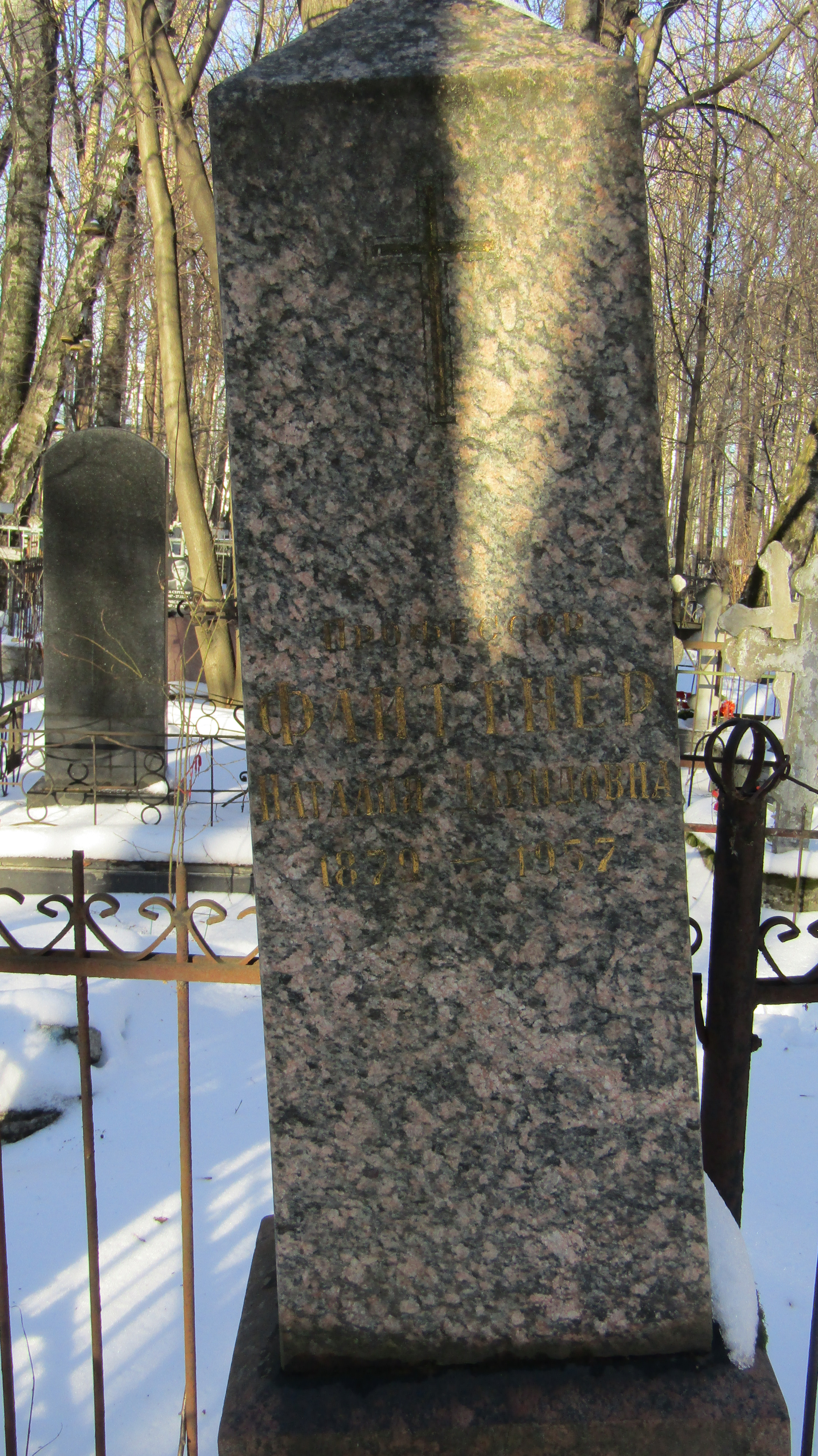
Могила Флиттнер Н.Д. Серафимовское кладбище, Санкт-Петербург.

Родилась 14 сентября 1879 года[по какому календарю?] в Санкт-Петербурге. Отец, Давид Богданович Флитнер (нем. Johann Karl David Flittner; 1841—1901) — сын пастора, выпускник Ларинской гимназии (1862) и Медико-хирургической академии (1867) в 1878 году женился на Наталье Андреевне (Sophie Natalie) Егерман, от которой у них родился сын Бруно (1882—?) и четыре дочери: Вильгемина (1883—1962), Юлия (1885—1964) и София.
Училась в Коломенской гимназии, окончила Институт императора Николая I с отличием, а также  педагогические классы при нём, получив диплом классной наставницы.
Продолжила образование на Высших женских курсах; с 1905 года — вольнослушательница историко-филологического факультета Петербургского университета. Слушала лекции профессоров А. В. Прахова, М. И. Ростовцева. Изучала древнеегипетский язык у профессора Б. А. Тураева вместе с В. В. Струве и В. К. Шилейко.
С 1908 по 1912 годы училась в Берлинском университете — слушала лекции и изучала памятники Древнего Востока. В 1913 году получила диплом Санкт-Петербургского университета по специальности археология и искусство классического Востока.
В 1912—1914 годах проходила стажировку в Берлине, у основателей немецкой египтологии профессоров Э. Мейера, Г Шефера, А. Эрмана. После возвращения преподавала историю и русскую словесность в нескольких училищах и женских гимназиях Санкт-Петербурга (гимназии принца Ольденбургского).
С 1919 по 1950 годы работала в Государственном Эрмитаже в должности научного сотрудника Отдела Востока; автор первого путеводителя по залам древнего Египта (1931) и соавтор первой экспозиции залов Древнего Египта Эрмитажа. В это же время (1919—1956) преподавала в Институте живописи, скульптуры и архитектуры им. И. Е. Репина; профессор кафедры истории зарубежного искусства с 1949 года. Также читала лекции с 1921 года в Ленинградском университете; в числе её учеников: М. Э. Матье, И. М. Дьяконов, Б. Б. Пиотровский.
Н. Д. Флиттнер — одна из первых в России женщин — историков искусства; автор восьми монографий и более 30 статей, которые вошли в основу советской египтологии.